# Балхаш-Алаколска котловина
Балхаш-Алаколската котловина (на казахски: Балқаш-Алакөл ойысы; на руски: Балхаш-Алакольская котловина) е обширна затворена падина в югоизточната част на Казахстан (Алматинска, Карагандинска и Източноказахстанска област). Простира се от запад на изток на протежение около 800 km, ширина до 350 km. На северозапад и север е ограничена от стръмните южни склонове на Казахската хълмиста земя, на североизток – от планината Тарбагатай, на юг – от планината Джунгарски Алатау, а на югозапад – от Чу-Илийските планини. Надморската ѝ височина варира от 342 m (нивото на езерото Балхаш) до 600 m в периферните ѝ части. Западната ѝ част е заета от езерото Балхаш, а източната – от езерата Сасиккол и Алакол. На юг са разположени пустините Таукум, Сари-Ишикотрау, Моинкум и др. Образувана е в резултат на бавни негативни епейрогенни движения и впоследствие е запълнена с пясъчни наслаги. Широко разпространение имат дългите пясъчни валове с височина до 30 m. През нея протичат наколко големи реки – Или, Каратал, Аксу, Лепси, Аягуз, всички те вливащи се в езерото Балхаш. Годишната сума на валежите варира от 135 до 200 mm. Основната растителност е пустинна и полупустинна: саксаул, джузгун, пелин и моножество видове соленолюбиви треви, всички те развити върху кафяви полупустинни степни почви, малокарбонатни сивоземи и солончаци.